# 吳怜勳
吳怜勳（：／ Oh Young-hun，1968年12月14日—），大韓民國自由派政治人物，現任濟州特別自治道知事，第20-21屆韓國國會議員。